# VA-11
La VA-11 est une voie rapide urbaine qui permet d'accéder à Valladolid depuis l'A-11 en venant de l'est (Aranda de Duero, Soria...).
Elle va prolonger l'A-11 (Soria - Portugal) au sud-est de l'agglomération et va croiser la future Rocade de Valladolid (VA-30) avant de se connecter au périphérique de la ville.

Elle double l'ancienne route nationale N-122.
D'une longueur de 15 km environ, elle relie l'A-11 au sud-est de l'agglomération et le périphérique de Valladolid sur le prolongement de l'Avenida de Soria.

Elle est composée de 8 échangeurs jusqu'au périphérique. 

## Tracé
- Elle débute au sud-est de Valladolid où elle va prolonger l'A-11 en provenance de Soria lorsqu'elle sera construite.
- Elle dessert toutes les communes du sud-est de l'agglomération (Tudela de Duero, Las Meleras...).
- Elle va croiser ensuite la Rocade de l'agglomération (VA-30) pour ensuite desservir la zone industrielle San Cristobal avant de se connecter au périphérique de Valladolid

### Référence
- Nomenclature